# Aonidiella eugeniae
Aonidiella eugeniae (лат.) — вид полужесткокрылых насекомых-кокцид рода Aonidiella из семейства щитовки (Diaspididae).

## Распространение
Южная Америка: Бразилия (Sao Paulo).

## Описание
Мелкие плоские щитовки, диаметр взрослых самок около 2 мм, форма тела округлая.
Питаются соками таких растений, как Miconia (Меластомовые, Melastomataceae), Myrica jaboticaba (Восковницевые, Myricaceae), Eugenia dombeyi, Eugenia cauliflora, Paivaea langsdorffii, Eugenia (Миртовые, Myrtaceae).
Таксон Aonidiella eugeniae включён в состав рода Acutaspis вместе с таксонами A. aurantii, A. comperei, A. araucariae, A. orientalis, A. taxus, A. tectaria, A. tinerfensis, A. tsugae, A. pini, A. rex, A. yehudithae. Название виду A. eugeniae дано по имени кормового растений Евгения (Eugenia), на котором он был впервые обнаружен.